# Helictotrichon gervaisii
Helictotrichon gervaisii là một loài thực vật có hoa trong họ Hòa thảo. Loài này được (Holub) Röser mô tả khoa học đầu tiên năm 1989.